# HD 189340
 (janvier 2025).
Si vous disposez d'ouvrages ou d'articles de référence ou si vous connaissez des sites web de qualité traitant du thème abordé ici, merci de compléter l'article en donnant les références utiles à sa vérifiabilité et en les liant à la section « Notes et références ».
Désignations
HD 189340 est une étoile jaune-blanc de la séquence principale de magnitude 5,88 située dans la constellation de l'Aigle. Elle se trouve à 80 années-lumière de la Terre.

## Observation
C'est une étoile située dans l'hémisphère sud céleste, mais très proche de l'équateur céleste. Cela signifie qu'elle peut-être observée sans aucune difficulté depuis toutes les régions habitées de la Terre et qu'elle n'est invisible que bien au-delà du cercle arctique. Dans l'hémisphère sud, en revanche, elle n'apparaît circumpolaire que dans les zones les plus intérieures de l'Antarctique. Sa magnitude de 5,9 la place à la limite de la visibilité à l'œil nu, donc pour être observée sans l'aide d'instruments, il faut un ciel nocturne disponible (sans pollution lumineuse) et sans Lune.
Le meilleur moment pour l'observer dans le ciel nocturne se situe entre fin juin et novembre. Dans les deux hémisphères, la période de visibilité reste à peu près la même, grâce à la position de l'étoile non loin de l'équateur céleste.

## Caractéristiques
C'est une étoile jaune-blanc de la séquence principale. Elle a une magnitude absolue de 3,93 et sa vitesse radiale indique qu'elle s'éloigne du Système solaire.

## Système
HD 189340 est une étoile binaire. Le composant A est une étoile de magnitude 5,88, tandis que le composant B a une magnitude 6,7 et un angle de position de 173 degrés.